# グナトサウルス
グナトサウルス (Gnathosaurus　「顎の爬虫類」) は、2種を含むクテノカスマ科翼竜の属。Gnathosaurus subulatus はドイツのゾルンホーフェン石灰岩産で1833年に名付けられ、Gnathosaurus macrurus はイギリスのPurbeck 石灰岩 から産出した。属名のグナトサウルスはギリシア語のγνάθος/gnathos 「顎」・σαῦρος/sauros「トカゲ」から名付けられている。
グナトサウルスの下顎の断片は1832年に初めてドイツ南部のゾルンホーフェン石灰岩から発見されたが、発見者のゲオルク・ツー・ミュンスター (Georg zu Münster) はそれをテレオサウルスの仲間の海生ワニ類の顎の破片と誤同定し、同年Crocodilus multidens と命名した。その直後、ヘルマン・フォン・マイヤーが同じ標本を新属新種のGnathosaurus subulatus に分類し、その名はすぐに広く使われるようになった。1860年代になって、アルベルト・オッペル (Albert Oppel) をはじめとする研究者がG. subulatus の顎の破片をプテロダクティルスやクテノカスマのような同時代の翼竜と比較し、この動物もまたおそらくは空を飛ぶ爬虫類の一つでありワニではないという結論に至った。より完全な成体の頭蓋骨が1951年に発見され、Gnathosaurus subulatus として分類された。この細長く28 cm にもなる頭蓋骨には、そのヘラ状の口縁に沿って130本以上もの針のような歯が生えていた。この標本は翼開長が約1.7 m であったと推定されている。口を開閉させながら水の中を歩いて小動物を捕らえていた現在のヘラサギと同じような生態をしていたのであろう。

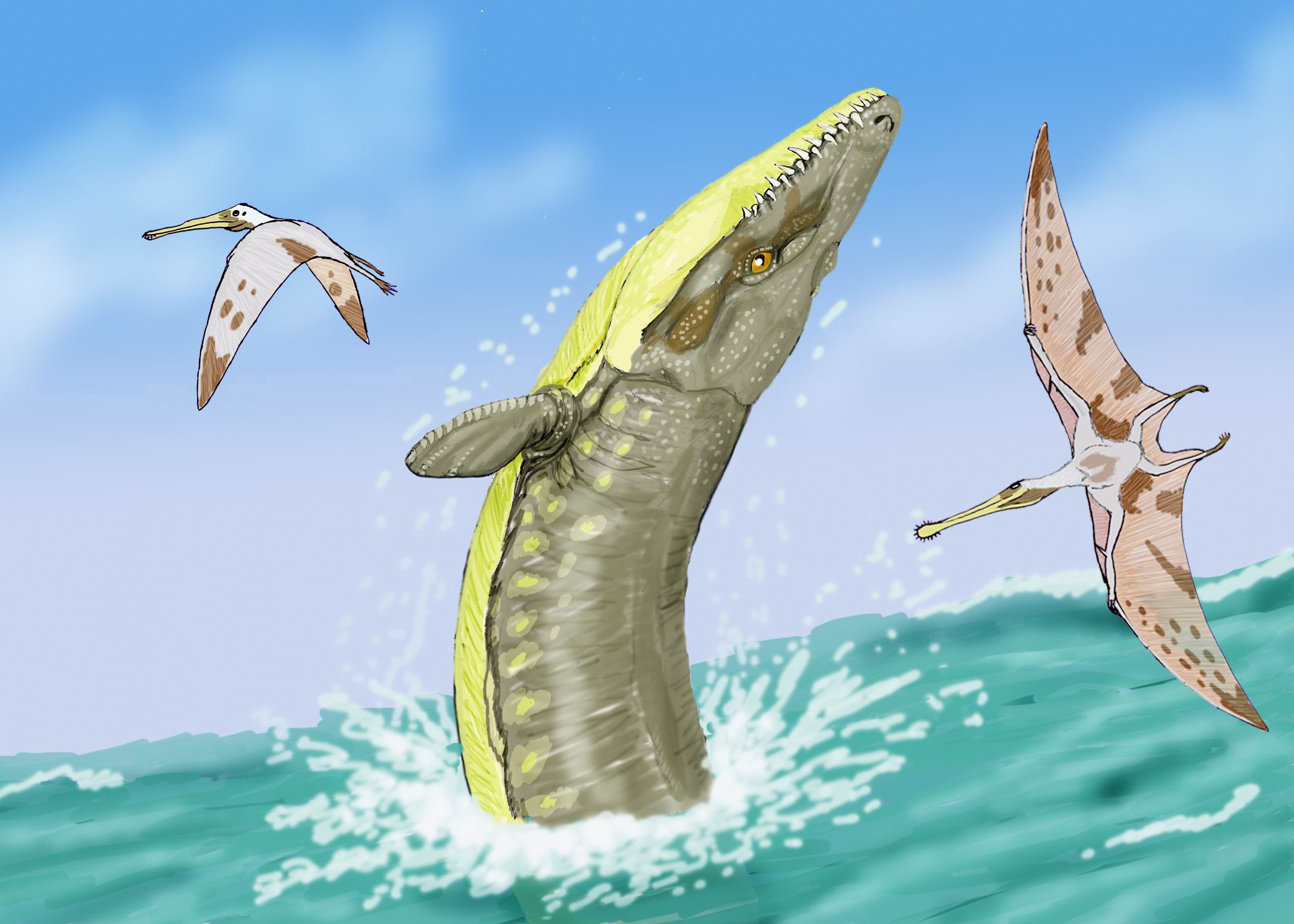
当時の環境でのグナトサウルスの復元図。中央で飛び出しているのはダコサウルス

別種であるPterodactylus micronyx として分類されていたいくつかの骨格標本は、G. subulatus の若年個体の可能性がある。これらの標本はかつてAurorazhdarcho属であると見なされたことがあるが、Aurorazhdarcho属自体がグナトサウルスの異名である可能性がある。しかしながら、Gnathosaurus subulatus は現在頭蓋骨と下顎のみが知られている一方、成体のAurorazhdarcho micronyx は頭骨の欠けた骨格のみが知られており、この二者が同じものであるという確証は得られようがない。さらに、この二者の関係を調べている現在の所唯一の分岐分析において、彼らは別のものとされている。
新しく加わった大型の標本は元々Pterodactylus macrurus と命名されていたもので、イングランドの Purbeck 石灰岩層から産出したものである。部分的な下顎の一部と頸椎のみから成る標本で、グナトサウルスに近縁と判断されたため、学名もGnathosaurus macrurus と変更された。